# Joseph Delaville Le Roulx (1855-1911)
Pour les articles homonymes, voir Joseph Delaville Le Roulx, Delaville et Roulx.
Joseph-Marie-Antoine Delaville Le Roulx, né le 15 août 1855 à Paris et mort le 4 novembre 1911 au château de la Roche, est un historien français, spécialiste de l'ordre de Saint-Jean de Jérusalem.

## Carrière
Arrière-arrière-petit-fils de Joseph Delaville Le Roulx (1747-1803), Joseph Delaville Le Roulx suit ses études au lycée Condorcet, il entre premier à l'École des chartes en 1874 dont il sort diplômé en janvier 1878, troisième d'une promotion de dix, dont trois ont été membres de l'Institut de France. D'une famille originaire de Touraine, il avait fait sa thèse sur l'Administration de Tours sous le gouvernement des élus (1356-1462). Il est licencié en droit et docteur ès lettres de la Sorbonne. Il suivait les conférences de l'École des Hautes-Études. Il y a présenté une thèse sur la vicomté de Turenne.
En 1878, il a quitté la France pour s'installer sur l'île de Malte pour y étudier les archives de l'ordre de Saint-Jean de Jérusalem. De ses recherches, il a tiré un livre sur Les archives et le trésor de l'Ordre de Saint-Jean-de-Jérusalem à Malte paru en 1883. Il ne s'est pas limité à l'étude de ces seules archives, il a étendu son champ de recherches à l'ensemble des archives disponibles sur cet ordre pour publier un Cartulaire général de l'Ordre des Hospitaliers de Saint-Jean de Jérusalem depuis son installation à Jérusalem jusqu'à son départ pour l'île de Chypre (1100-1310). Il a fait paraître entre 1894 et 1905 quatre volumes de ce cartulaire regroupant près de 5 000 pièces trouvées dans les bibliothèques et les archives d'Europe.
Pendant cette période, il a publié deux volumes sur La France en Orient au XIVe siècle qu'il a présenté comme thèse pour son doctorat ès lettres, publiés en 1886. Il a présenté une thèse latine sur l'origine de l'ordre des Hospitaliers, De prima origine Hospitalariorum Hierosolymitanorum, publiée en 1885. Il a aussi rédigé 18 dissertations sur l'ordre de Saint-Jean de Jérusalem réunies sous le titre Mélanges sur l'Ordre de saint-Jean-Jérusalem publiées en 1910.
Au cours de ses recherches, il a découvert des documents sur un ordre qui était alors peu connu, l'ordre de Montjoye dont l'existence a été éphémère, fondé vers 1180 par un comte espagnol, qui s'est développé dans la péninsule Ibérique avant de se fondre dans l'ordre du Temple et l'ordre de Calatrava.
Il a été reçu membre de l'École française de Rome en 1878, renouvelé en 1879 et 1880, il préside la Société archéologique de Touraine de 1889 à 1892 et la Société de l'histoire de France.
Il a publié en 1904 une histoire des Hospitaliers en Terre Sainte et à Chypre. Il est mort au moment où il terminait le volume suivant sur les Hospitaliers à Rhodes.
Il épouse la sœur de Fernand Le Borne.
Il a été chevalier de l'ordre souverain de Malte.

## Famille
Joseph Delaville Le Roulx (ou de La Ville Le Roulx) est né dans une famille d'ancienne bourgeoisie originaire de Bretagne, issue de René Le Roulx, sieur de La Souchais, avocat à la Cour, en 1634,  paroisse d'Aigrefeuille, (Loire-Atlantique). * Antoine Le Roulx, sieur de La Ville (mort en 1671), était avocat à la Cour. *Joseph(I) Le Roulx , sieur de La Ville(1668-1733), était conseiller du roi, son avocat au présidial de Nantes, maire de Nantes. *Joseph(II) Le Roulx de La Ville (1696-1762), était avocat au Parlement, sénéchal du Blanc, (Indre).*René Le Roulx de La Ville (1743-1797), était ministre des Finances du Louis XVI. *Joseph Louis Marie Le Roulx de La Ville (1747-1803), négociant armateur à Lorient, député d'Hennebont aux États généraux de 1789, membre du Sénat conservateur, le 4 ventôse an VIII. *
Joseph Delaville Le Roulx est l'arrière-arrière-petit-fils de Joseph Delaville Le Roulx (1747-1803). La famille est subsistante en ligne féminine.

## Publications
- Les Hospitaliers à Rhodes (1310-1421) (1874)
- La Domination bourguignonne à Tours et le siège de cette ville (1417-1418) (1877)
- Registres des comptes municipaux de la ville de Tours (1878-1881)
- Note sur les sceaux de l'ordre de Saint-Jean de Jérusalem (1881)
- Un anti grand-maître de l'ordre de Saint-Jean de Jérusalem arbitre de la paix conclue entre Jean Galéas Visconti et la république de Florence (1391-1392) (1879)
- Notice sur les chartes originales relatives à la Touraine, antérieures à l'an mil (1879)
- L'Hôpital des Bretons à Saint-Jean d'Acre au XIIIe siècle (1880)
- Jean Theurel, 1699-1807 : les portraits d'un fusilier centenaire (1881)
- Documents concernant les Templiers, extraits des archives de Malte (Plon, 1882)
- Les archives, la bibliothèque et le trésor de l'Ordre de Saint-Jean de Jérusalem à Malte (1883)
- De Prima origine Hospitalariorum Hierosolymitanorum (1885)
- La France en Orient au XIVe siècle : expéditions du maréchal Boucicaut, Paris, Ernest Thorin éditeur, coll. « Bibliothèque des Écoles françaises d'Athènes et de Rome no 44 », 1886, 518 p. (lire en ligne)
- La France en Orient au XIVe siècle : expéditions du maréchal Boucicaut. Pièces justificatives et tables, Paris, Ernest Thorin éditeur, coll. « Bibliothèque des Écoles françaises d'Athènes et de Rome no 45 », 1886, 327 p. (lire en ligne)
- Des sceaux des prieurs anglais de l'ordre de l'Hôpital aux XIIe et XIIIe siècles, note complémentaire (1887)
- Les anciens Teutoniques et l'Ordre de Saint-Jean de Jérusalem (1889)
- Un nouveau manuscrit de la Règle du Temple (1890)
- Cartulaire de l'ordre des Hospitaliers de Saint-Jean de Jérusalem (1100-1310) (1894-1906)
- Mélanges sur l'Ordre de St-Jean de Jérusalem (1910)
- Les Hospitaliers en Terre sainte et à Chypre (1904)
- Les Hospitaliers à Rhodes jusqu'à la mort de Philibert de Naillac (1310-1421) (1913)

## Distinctions
- Prix Gobert de l'Académie des inscriptions et belles-lettres, en 1905.

## Armes
Armes de la famille de la Ville Le Roulx :« Fascé d'argent et de sinople »[réf. à confirmer].

## Sources
- Paul Durrieu, Joseph Delaville Le Roulx (1855-1911), Bibliothèque de l'École des chartes, 1911 (lire en ligne)
- Henri Waquet, Joseph Delaville Le Roulx, Mélanges de l'école française de Rome, 1911